# ФК Славија Београд
ФК Славија је српски фудбалски клуб из Београда. Клуб је основан 1912. и тренутно се такмичи у Српској лиги Београд, трећем такмичарском нивоу српског фудбала.
Борац је у сезони 2010/11. заузео 1. место у Београдској зони и тако прошао у виши ранг, Српску лигу Београд.

## Новији резултати
| Сезона   | Ранг | Лига                | Позиција | ИГ | Д  | Н  | П  | ГД | ГП | ГР  | Бод | Куп                  |
| -------- | ---- | ------------------- | -------- | -- | -- | -- | -- | -- | -- | --- | --- | -------------------- |
| 2007/08. | 4    | Београдска зона     | 4.       | 34 | 14 | 8  | 12 | 44 | 38 | +6  | 50  | Није се квалификовао |
| 2008/09. | 4    | Београдска зона     | 3.       | 34 | 19 | 9  | 6  | 56 | 29 | +27 | 66  | Није се квалификовао |
| 2009/10. | 4    | Београдска зона     | 4.       | 34 | 15 | 12 | 7  | 44 | 28 | +16 | 57  | Није се квалификовао |
| 2010/11. | 4    | Београдска зона     | 1.       | 34 | 21 | 7  | 6  | 48 | 24 | +24 | 70  | Није се квалификовао |
| 2011/12. | 3    | Српска лига Београд | -        | -  | -  | -  | -  | -  | -  | -   | -   | -                    |